# Golfo Maliaco
El golfo Maliaco (griego, Maliacos kolpos, Μαλιακὸς κόλπος, latín, Maliacus sinus) es el nombre, moderno y antiguo, de un pequeño golfo interior de la costa oriental de Grecia, en el mar Egeo, al sur de Tesalia, entre la prefectura de Ftiótide y el río Malis.
El golfo está situado al fondo del golfo de Eubea y esta casi cerrado por el extremo noroccidental por la propia isla de Eubea. Bordeando la isla por el norte, a través del estrecho de Orei comunica con el golfo Pagasético, frente a las islas Espóradas. Antiguamente esta era la entrada original del golfo.
En el trascurso de los siglos se ha ido reduciendo y es muy poco hondo, con una profundidad máxima de 27 m. El antiguo desfiladero de las Termópilas, en el que se libró famosa batalla, delimitado por el monte Calídromo y este golfo, se ha convertido en una amplia llanura costera.
Su nombre procede de la prefectura de Malis, pero a menudo era llamado golfo Lamiaco por la ciudad de Lamía y así lo llama Pausanias. En el siglo XIX se llamó golfo de Zituni, igual que la ciudad de Lamía.

## Terremoto
En el 426 a. C., este sitio fue el epicentro de un maremoto que provocó graves daños y dejó un saldo de unas 3000 víctimas. (Ver Terremotos desde el 3000 a. C. hasta el 900 d. C.).